# Palácio Reynolds
O Palácio Reynolds situa-se no Largo dos Dragões de Olivença, na cidade de Estremoz, tendo sido mandado edificar por Roberto Rafael Reynolds no ano de 1905 e utilizado pelo próprio como residência familiar.
O estilo arquitectónico do Palácio apresenta traços da arquitectura tradicional portuguesa com influência sevilhana. O seu pátio interior possui elementos arquitectónicos muçulmanos à semelhança da Casa Alentejo em Lisboa.
Actualmente é propriedade do Regimento de Cavalaria 3, onde está localizada a Casa dos Oficiais.